# Slovenski top model
Slovenski top model je slovenski resničnostni šov, posnet po licenci za ameriško resničnostno oddajo America's Next Top Model. Predvajal se je na TV 3 vsako sredo ob 21. uri, med 22. septembrom in 22. decembrom 2010. Vodila ga je Nuša Šenk. V tekmovanju na izpadanje so se dekleta pomerila v manekenstvu. Vsako epizodo je bila določena tema fotografiranja.
Posneta je bila le ena sezona. Programski direktor TV3 Igor Gajič je dejal, da je bila težava oddaje v tem, da »je ciljna skupina takšne oddaje zaradi majhnosti slovenskega trga res majhna.«
Za scenografijo je poskrbela Mateja Medvedić.

## Zbiranje prijav in snemanje
Prijave so se zbirale po pošti, na spletu in na dogodkih po slovenskih mestih. Prijavljene so morale biti 15. julija 2010 biti stare vsaj 16 let, mlajše od 27 let in visoke vsaj 170 cm. Priložiti so morale fotografije in posnetek. Snemanje oddaje je potekalo v poletnih mesecih, finale pa novembra.

## Žirija in glavna nagrada
V žiriji so sedeli Nuša Šenk (manekenka), Milan Gačanovič (modni oblikovalec in masker), Zoran Garevski (modni oblikovalec) in Petra Windschnurer (modna in lepotna urednica slovenske izdaje revije Elle) in Irena Lušičić (urednica mode in lepote revije Story).
Zmagovalka je dobila pogodbo z modno agencijo Alen Kobilica Models, naslovnico v modni reviji Elle, enoletno uporabo osebnega avtomobila Seat Ibiza, dvoletno uporabo paketa mobilne telefonije Orto Muziq in predstavljanje znamke Maybelline New York v Sloveniji za sezono 2010/2011.

## Sponzorji
Tekmovalke so bivale v ljubljanskem hotelu Austria Trend Hotel. Prejele so izdelke sponzorjev Maybelline New York, Simobil (mobilnik HTC Legend), S.Oliver (kavbojke), Zlatarna Celje, Modiana, Mango, Peko, Remington (epilator), Seat, Kempinski Palace, Sense weillnes club, Mič Styling, Samsonyte, Nikon, Tuš, Propiar, Marini, Športni center Pohorje, Unicef in trgovina Cliché Jelene Leskovar.

## Tekmovalke in uvrstitev
| Ime                 | Kraj           | Starost | Višina | Uvrstitev | Epizoda             |
| ------------------- | -------------- | ------- | ------ | --------- | ------------------- |
| Maja Fučak          | Koper          | 16 let  | 172 cm | 1.        | 14. epizoda         |
| Tina Grebenšek      | Velenje        | 21 let  | 180 cm | 2.        | 14. epizoda         |
| Lea Bernetič        | Sežana         | 16 let  | 168 cm | 3.        | 13. epizoda         |
| Martina Cifer       | Grosuplje      | 22 let  | 171 cm | 4.        | 12. epizoda         |
| Sara Ana Pelko      | Ljubljana      | 22 let  | 172 cm | 5.        | 11. epizoda         |
| Nika Mihelčič       | Ljubljana      | 20 let  | 180 cm | 7.–6.     | 10. epizoda         |
| Nika Matavž         | Slovenj Gradec | 16 let  | 174 cm | 7.–6.     | 10. epizoda         |
| Ana Rant            | Škofja Loka    | 20 let  | 181 cm | 8.        | 8. epizoda          |
| Kamila Perko        | Brestanica     | 21 let  | 181 cm | 9.        | odstop v 7. epizodi |
| Samanta Škrjanec    | Ljubljana      | 21 let  | 169 cm | 10.       | 6. epizoda          |
| Maja Bulog          | Ljubljana      | 19 let  | 177 cm | 11.       | 5. epizoda          |
| Senta Margan        | Maribor        | 20 let  | 178 cm | 12.       | 4. epizoda          |
| Lejla Šabić         | Koper          | 16 let  | 179 cm | 13.       | odstop v 3. epizodi |
| Aleksandra Kastrevc | Novo mesto     | 20 let  | 173 cm | 14.       | 2. epizoda          |

## Teme fotografiranja
- epizoda 1: kopalke (izbor končnih 14 tekmovalk; fotograf Miran Juršič)[8][10]
- epizoda 2: gorske vile v gozdu (fotograf Fulvio Grissoni)[9][11]
- epizoda 3: lepotni portret obraza (fotograf Mitja Božič)[12][13]
- epizoda 4: goli ležeči portreti v zlati vodi (foto Aleš Bravničar)[14][15] in avtomobilski koledar Seat (fotograf Aleksander Štokelj)[16]
- epizoda 5: dive (fotograf Mitja Božič)[17][18] in na gugalnici (fotografinja Mimi Antolovič)[19]
- epizoda 6: fotografiranje pod vodo (fotograf Matjaž Tančič)[20][21]
- epizoda 7: orto bejba (fotograf Miran Juršič)[22][23]
- epizoda 8: zaščitniška sestra z dojenčkom (fotografinja Mimi Antolovič)[24][25]
- epizoda 9: s kačami in velikanskimi stoli v 3D (fotograf Matjaž Tančič)[26][27]
- epizoda 10: poljub z moškim modelom (foto Aleš Bravničar)[28][29]
- epizoda 11: modna zgodba (fotograf Tomo Brejc)[30]
- epizoda 12: spodnje perilo (fotograf Paolo Esposito)[31]
- epizoda 13: High fashion modna zgodba (fotograf Fulvio Grissoni)[32]
- epizoda 14: naslovnica slovenske izdaje revije Elle (fotograf Mitja Božič)[33]

## Zanimivosti o tekmovalcih
Tekmovalka Senta Margan je polsestra Miše Margan.

## Sklic
1. ↑  »Lani "vojna" modelk, letos zatišje ...«. siol.net. 1. september 2011. Pridobljeno 2. decembra 2021.
2. ↑  »Pogosto zastavljena vprašanja in nasveti«. slotopmodel.si. Arhivirano iz prvotnega spletišča dne 14. junija 2010. Pridobljeno 2. decembra 2021. Arhivirano 2010-06-14 na Wayback Machine.
3. ↑  »Slovenski top model-prijave za 1. sezono resničnostnega šova, nagrada pa pogodba za modno agencijo Alen Kobilica Models by TV3«. UPORABNA STRAN. 30. maj 2010. Pridobljeno 2. decembra 2021.
4. ↑  »Obvestilo o izboru deklet za vstop v hišo Slovenski top model«. slotopmodel.si. Arhivirano iz prvotnega spletišča dne 17. avgusta 2010. Pridobljeno 2. decembra 2021. Arhivirano 2010-08-17 na Wayback Machine.
5. ↑  »Prihaja Slovenski top model«. arhiv.gorenjskiglas.si. 12. julij 2010. Pridobljeno 2. decembra 2021.
6. ↑  »Nuša in žirija«. Slovenski top model. Arhivirano iz prvotnega spletišča dne 19. avgusta 2010. Pridobljeno 2. decembra 2021. Arhivirano 2010-08-19 na Wayback Machine.
7. ↑  »Slovenski top model«. Slovenski top model. Arhivirano iz prvotnega spletišča dne 6. septembra 2010. Pridobljeno 2. decembra 2021. Arhivirano 2010-06-08 na Wayback Machine.
8. 1 2  »Slovenski top model-1. oddaja- izbor tekmovalk, fotoshooting by TV3«. UPORABNA STRAN. 23. september 2010. Pridobljeno 2. decembra 2021.
9. 1 2  »Slovenski top model-2. oddaja-modna revija S.Oliver, fotoshooting v gozdu, Alen Kobilica in odhod Aleksandre by TV3«. UPORABNA STRAN. 30. september 2010. Pridobljeno 2. decembra 2021.
10. ↑  »Prva epizoda«. sl-si.facebook.com/pg/Slovenski-top-model-128949160453165. Pridobljeno 2. decembra 2021.
11. ↑  »Modno fotografiranje s Fulviem Grissonijem - Vilinke«. sl-si.facebook.com/pg/Slovenski-top-model-128949160453165. Pridobljeno 2. decembra 2021.
12. ↑  »Slovenski top model-3. oddaja-make over, hitrostno ličenje in beauty shooting by TV3«. UPORABNA STRAN. 7. oktober 2010. Pridobljeno 2. decembra 2021.
13. ↑  »Portreti / fotograf: Mitja Božič«. sl-si.facebook.com/pg/Slovenski-top-model-128949160453165. Pridobljeno 2. decembra 2021.
14. ↑  »Slovenski top model-4. oddaja- by TV3-fitnes, vročekrvno slikanje in slikanje zgoraj brez v zlatu by TV3«. UPORABNA STRAN. 15. oktober 2010. Pridobljeno 2. decembra 2021.
15. ↑  »Polgole fotografije v zlatu / Fotograf Aleš Bravničar«. sl-si.facebook.com/pg/Slovenski-top-model-128949160453165. Pridobljeno 2. decembra 2021.
16. ↑  »Koledar SEAT / Aleksander Štokelj«. sl-si.facebook.com/pg/Slovenski-top-model-128949160453165. Pridobljeno 2. decembra 2021.
17. ↑  »Slovenski top model-5. oddaja-slikanje na gugalnici in z zlatnino ter party za na konec by TV3«. UPORABNA STRAN. 21. oktober 2010. Pridobljeno 2. decembra 2021.
18. ↑  »Dive / Fotograf Mitja Božič«. sl-si.facebook.com/pg/Slovenski-top-model-128949160453165. Pridobljeno 2. decembra 2021.
19. ↑  »Gugalnica / fotografinja Mimi Antolovič«. sl-si.facebook.com/pg/Slovenski-top-model-128949160453165. Pridobljeno 2. decembra 2021.
20. ↑  »Slovenski top model-6. oddaja-fotografiranje in fotoshooting pod vodo«. UPORABNA STRAN. 4. november 2010. Pridobljeno 2. decembra 2021.
21. ↑  »Podvodno fotografiranje / Fotograf Matjaž Tančič«. sl-si.facebook.com/pg/Slovenski-top-model-128949160453165. Pridobljeno 2. decembra 2021.
22. ↑  »Slovenski top model-7. oddaja- Orto ambasadorka, slikanje Orto fotoshooting za Orto Collection by TV3«. UPORABNA STRAN. 4. november 2010. Pridobljeno 2. decembra 2021.
23. ↑  »Naj Orto bejba / Fotograf Miran Juršič«. sl-si.facebook.com/pg/Slovenski-top-model-128949160453165. Pridobljeno 2. decembra 2021.
24. ↑  »Slovenski top model-8. oddaja-znanje o modi, Unicefove punčke iz cunj in fotoshooting-zaščitniška sestra bv TV3«. UPORABNA STRAN. 11. november 2010. Pridobljeno 2. decembra 2021.
25. ↑  »Najbolj zaščitniška sestrica / Fotografinja Mimi Antolovič«. sl-si.facebook.com/pg/Slovenski-top-model-128949160453165. Pridobljeno 2. decembra 2021.
26. ↑  »Slovenski top model-9. oddaja-adrenalinski park, lutke v izložbi in 3D fotografije«. UPORABNA STRAN. 18. november 2010. Pridobljeno 2. decembra 2021.
27. ↑  »3D fotografije / Fotograf Matjaž Tančič«. sl-si.facebook.com/pg/Slovenski-top-model-128949160453165. Pridobljeno 2. decembra 2021.
28. ↑  »Slovenski top model-10. oddaja-odhod v Grčijo, snemanje oglasa in fotoshooting s poljubom«. UPORABNA STRAN. 25. november 2010. Pridobljeno 2. decembra 2021.
29. ↑  »Grški poljub / Fotograf Aleš Bravničar«. sl-si.facebook.com/pg/Slovenski-top-model-128949160453165. Pridobljeno 2. decembra 2021.
30. ↑  »Fotograf Tomo Brejc«. sl-si.facebook.com/pg/Slovenski-top-model-128949160453165. Pridobljeno 2. decembra 2021.
31. ↑  »Dekleta v spodnjem perilu / Fotograf Paolo Esposito«. sl-si.facebook.com/pg/Slovenski-top-model-128949160453165. Pridobljeno 2. decembra 2021.
32. ↑  »High fashion modna zgodba / Fotograf Fulvio Grissoni«. sl-si.facebook.com/pg/Slovenski-top-model-128949160453165. Pridobljeno 2. decembra 2021.
33. ↑  »Finalna oddaja«. sl-si.facebook.com/pg/Slovenski-top-model-128949160453165. Pridobljeno 2. decembra 2021.
34. ↑  P, P. (19. september 2010). »V sredo se začne Slovenski top model«. old.delo.si. Pridobljeno 2. decembra 2021.

- Slovenia’s Next Top Model - scenografija, režija in producent. matejamedvedic.com (angleščina)